# Wayne Taylor Racing
Wayne Taylor Racing est une écurie de sport automobile américaine fondée en 2004.

## Histoire

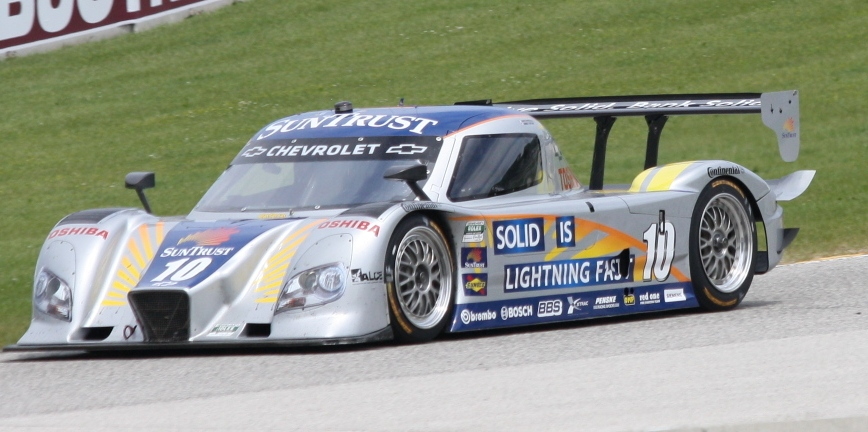
La Dallara-Chevrolet 2011

Le Wayne Taylor Racing a été fondé en novembre 2006 avec le soutien de la banque SunTrust pour participer aux Rolex Sports Car Series. Wayne Taylor décide alors de ne plus participer à la saison complète d'endurance mais uniquement aux courses les plus longues.
L'écurie participe à l'introduction du nouveau châssis Dallara dans la compétition et après plusieurs podiums, obtient sa première victoire sur l'Infineon Raceway de Sonoma en 2008.
En 2017, les frères Ricky Taylor et Jordan Taylor ont de nouveau constitué l'équipage de base de la voiture. Pour les 24 Heures de Daytona, ils ont été rejoints par Max Angelelli et Jeff Gordon. Pour les 12 Heures de Sebring, c'est Alex Lynn qui a complété l'équipage. Ryan Hunter-Reay a rejoint l'écurie pour les Petit Le Mans. L'écurie remporta le championnat WeatherTech SportsCar Championship avec une impressionnante série de 5 victoires dont les 24 Heures de Daytona, Les 12 Heures de Sebring.

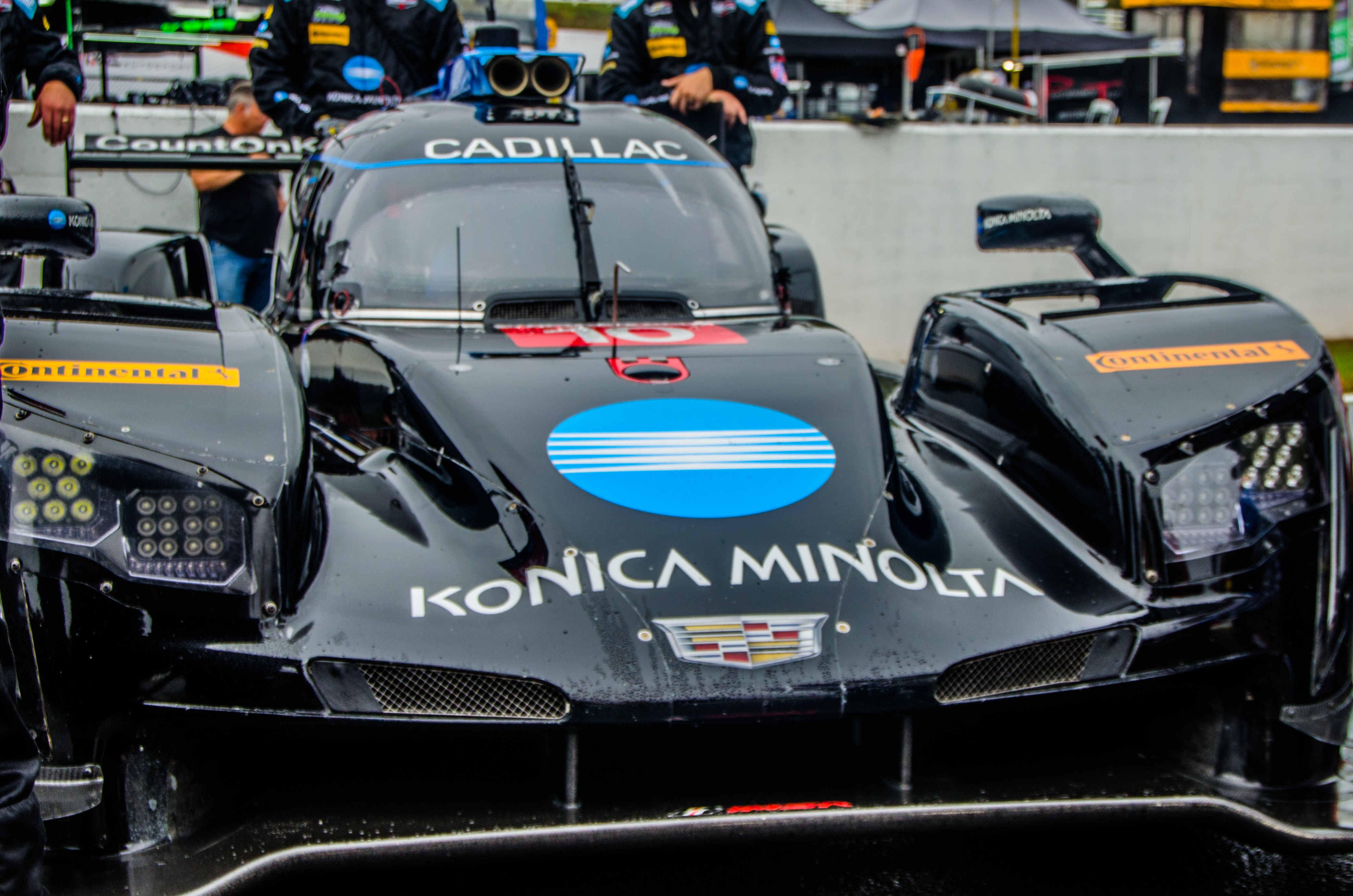
Cadillac DPi-V.R aux Petit Le Mans

En 2018, Ricky Taylor quitte l'écurie pour rejoindre l'Acura Team Penske. De ce fait, l'équipage de base de l'écurie a été constitué de Jordan Taylor et Renger van der Zande. Ryan Hunter-Reay, qui avait déjà complété l'équipage aux derniers Petit Le Mans durant la saison précédente, a rejoint l'écurie pour les courses longues. La saison se soldera par une 3e place avec une victoire aux Petit Le Mans et une 2e place aux 12 Heures de Sebring et au Grand Prix de Mosport.
En 2019, l'équipage de base de l'écurie, comme pour la saison précédente, a été constitué avec Jordan Taylor et Renger van der Zande. Un gros coup a été réalisé pour les 24 Heures de Daytona en faisant signer Fernando Alonso et Kamui Kobayashi. Sous des conditions météorologiques difficiles, il remporte les 24 Heures de Daytona. Pour le reste des courses longues de la saison, Fernando Alonso et Kamui Kobayashi, ne pouvant pas cumuler avec leur programme Toyota, ont été remplacés par Matthieu Vaxivière.

## Résultats en compétition automobile

### WeatherTech SportsCar Championship
| Année | Classe | no | Châssis          | Moteur                      | 1      | 2      | 3      | 4     | 5     | 6     | 7     | 8     | 9      | 10    | 11    | Points | Classement |
| ----- | ------ | -- | ---------------- | --------------------------- | ------ | ------ | ------ | ----- | ----- | ----- | ----- | ----- | ------ | ----- | ----- | ------ | ---------- |
| 2014  | P      | 10 | Corvette DP      | Chevrolet LS9 5,5 l V8 Atmo | DAY 2  | SEB 7  | LBH 2  | LGA 2 | BEL 1 | WGL 5 | MOS 3 | IMS 4 | ELK 10 | AUS 7 | ATL 1 | 2e     | 330        |
| 2015  | P      | 10 | Corvette DP      | Chevrolet LS9 5,5 l V8 Atmo | DAY 16 | SEB 2  | LBH 1  | LGA 2 | WGL 6 | MOS 6 | ELK 1 | VIR 8 | AUS 2  | ATL 4 |       | 5e     | 292        |
| 2016  | P      | 10 | Corvette DP      | Chevrolet LS9 5,5 l V8 Atmo | DAY 2  | SEB 12 | LBH 1  | LGA 6 | BEL 1 | WGL 4 | MOS 3 | ELK 3 | AUS 1  | ATL 3 |       | 3e     | 309        |
| 2017  | P      | 10 | Cadillac DPi-V.R | Cadillac 6,2 l V8 Atmo      | DAY 1  | SEB 1  | LBH 1  | AUS 1 | BEL 1 | WGL 6 | MOS 7 | ELK 2 | LGA 3  | ATL 9 |       | 1re    | 310        |
| 2018  | P      | 10 | Cadillac DPi-V.R | Cadillac 5,5 l V8 Atmo      | DAY 15 | SEB 2  | LBH 3  | MOH 5 | BEL 5 | WGL 5 | MOS 2 | ELK 4 | LGA 12 | ATL 1 |       | 3e     | 270        |
| 2019  | DPi    | 10 | Cadillac DPi-V.R | Cadillac 5,5 l V8 Atmo      | DAY 1  | SEB 2  | LBH 10 | MOH 6 | BEL   | WGL   | MOS   | ELK   | LGA    | ATL   |       | 3e*    | 113*       |

N.B. * Saison en cours. Les courses en " gras  'indiquent une pole position, les courses en "italique" indiquent le meilleur tour de course.

## Pilotes
- Max Angelelli (2014-2017)
- Fernando Alonso (2019)
- Rubens Barichello (2016)
- Jeff Gordon (2017)
- Ryan Hunter-Reay (2017-2018)
- Kamui Kobayashi (2019)
- Alex Lynn (2017)
- Jordan Taylor (2014-2019)
- Ricky Taylor (2014-2017)
- Wayne Taylor (2014)
- Matthieu Vaxivière (2019)
- Renger van der Zande (2018-2019)